# Carla Maciel
Carla Maciel (Porto, 3 de setembro de 1974) é uma actriz portuguesa.

## Biografia
Atriz desde 1994, trabalhou em teatro com Miguel Seabra, Gonçalo Amorim, Nuno Pinho Custódio, Solveig Nordlung, Marco Martins, Sofia Dias, Vítor Roriz, Beatriz Batarda e recentemente com Tiago Rodrigues em Madame Bovary e Gonçalo Waddington em Albertine, baseado na obra Em Busca do Tempo Perdido de Marcel Proust.
Integrou vários projectos de televisão para a RTP, a SIC e a TVI, como por exemplo, Fala-me de Amor, Odisseia, Os Nossos Dias, Laços de Sangue ou Mulheres de Abril.
Em cinema, colaborou com cineastas como Tiago Guedes e Marco Martins, e recentemente em As Mil e Uma Noites - Volume 2, O Desolado de Miguel Gomes e Capitão Falcão de João Leitão.

## Vida pessoal
A atriz é casada com o actor Gonçalo Waddington, de quem tem uma filha e um filho, Luísa Maciel Waddington, nascida em 2004, e Mário Maciel Waddington, nascido em 2009.

## Filmografia

### Televisão
| Ano         | Título                     | Papel              | Canal  |
| ----------- | -------------------------- | ------------------ | ------ |
| 1992        | Clube da Manhã             | Sketches           | RTP1   |
| 1995        | Os Andrades                | Marta              | RTP1   |
| 1996        | Avós e Netos               |                    | RTP1   |
| 1997        | Fatima                     |                    | RTP1   |
| 1999-2000   | Cruzamentos                | Suzana             | RTP1   |
| 2000        | Médico de Família          | Lúcia              | SIC    |
| 2000        | Almeida Garrett            | Maria Kruz         | RTP1   |
| 2000        | Crianças SOS               | Mãe de Eulália     | TVI    |
| 2000        | Alta Fidelidade            | Ana                | SIC    |
| 2000-2001   | Ajuste de Contas           | Idália             | RTP1   |
| 2001        | Maiores de 20              | Vera               | RTP1   |
| 2001        | A Senhora das Águas        | Vanessa Saias      | RTP1   |
| 2002        | Super Pai                  | Cecília            | TVI    |
| 2003        | O Meu Sósia E Eu           | Isabel             | RTP1   |
| 2003        | O Teu Olhar                | Marta Ribeiro      | TVI    |
| 2003-2004   | Lusitana Paixão            | Clara              | RTP1   |
| 2003-2004   | Pepe Carvalho              | Charo              | Arte   |
| 2004        | Inspector Max              | Iva                | TVI    |
| 2004        | Baía das Mulheres          | Conceição Pereira  | TVI    |
| 2005        | Tudo Sobre...              | Várias personagens | RTP1   |
| 2006        | Fala-me de Amor            | Fernanda Ramos     | TVI    |
| 2007-2008   | Resistirei                 | Marta Tavares      | SIC    |
| 2009        | Pai à Força                | Clara              | RTP1   |
| 2010-2011   | Laços de Sangue            | Gabriela Miranda   | SIC    |
| 2011        | Maternidade                |                    | RTP1   |
| 2011        | Tempo Final                | Inês               | RTP1   |
| 2012        | A Viagem do Sr. Ulisses    | Ângela             | RTP1   |
| 2013        | Maison close               | Patronesse Foyer   | Canal+ |
| 2013        | Odisseia                   | Carla              | RTP1   |
| 2013-2015   | Os Nossos Dias             | Luísa Caetano      | RTP1   |
| 2014        | Mulheres de Abril          | Patrícia           | RTP1   |
| 2016        | Os Boys                    | Ana                | RTP1   |
| 2018        | Teorias da Conspiração     | Maria Amado        | RTP1   |
| 2018        | Sara                       | Andreia            | RTP1   |
| 2023 - 2024 | Morangos com Açúcar (2023) | Marília            | TVI    |
| 2024        | Sempre                     | Isaurinha          | RTP1   |

### Cinema
| Ano  | Título                                     | Papel                    |
| ---- | ------------------------------------------ | ------------------------ |
| 1999 | Jaime                                      | Filó                     |
| 2000 | Trânsito Local                             |                          |
| 2005 | Adriana                                    | Luísa                    |
| 2005 | Alice                                      | Mónica                   |
| 2009 | Kinotel                                    | Mulher                   |
| 2009 | Como Desenhar um Círculo Perfeito          | Natacha                  |
| 2010 | Nenhum Nome                                | Her                      |
| 2011 | A Morte de Carlos Gardel                   | Raquel Jovem             |
| 2012 | Luís                                       | Camões                   |
| 2013 | Sussurro                                   | Mãe                      |
| 2013 | Imaculado                                  |                          |
| 2015 | Capitão Falcão                             | Mulher do Capitão Falcão |
| 2015 | As Mil e Uma Noites - Volume 2, O Desolado | Nora                     |
| 2016 | São Jorge                                  |                          |
| 2017 | Uma Vida à Espera                          | Senhora                  |
| 2017 | Coelho Mau                                 |                          |
| 2018 | Diamantino                                 | Dr.ª Lamborghini         |
| 2018 | Pas de Confettis                           |                          |
| 2018 | Parque Mayer                               | Maria Gusmão             |